# Jäneda

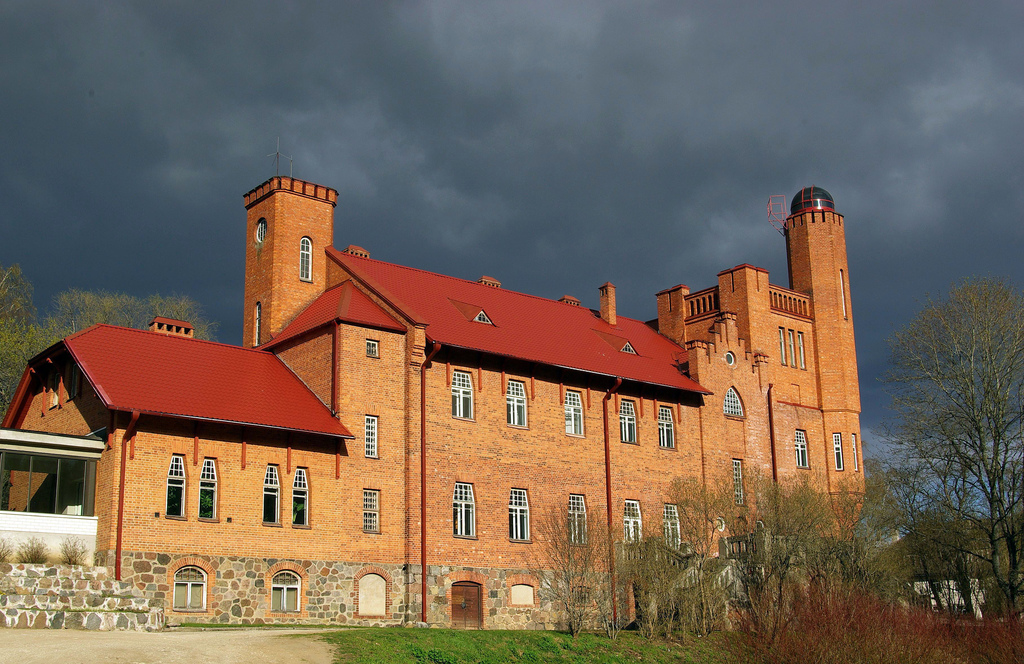
Gutshaus von Jäneda mit dem Sternenturm (rechts)

Jäneda (deutsch Jendel oder Jenneda) ist ein Dorf im estnischen Kreis Lääne-Viru.
Jäneda gehört zur Gemeinde Tapa und liegt 68 km von Tallinn entfernt. Das Dorf hat 448 Einwohner (Stand: 2006).
Jäneda wurde erstmals 1353 urkundlich (als Jendel) erwähnt, als der Bischof von Reval (heute: Tallinn) die Gegend erwarb. Bekannt ist das deutschbaltische Gutshaus, das zuletzt der Familie von Benckendorff gehörte. Das derzeitige Gebäude stammt aus der Bauphase 1913–1915.
Die letzte Gutsbesitzerin war Baronin Maria Zakrewskaja-Benckendorff-Budberg. Sie unterhielt während ihres an amourösen Abenteuern reichen Lebens enge Verbindungen zu verschiedenen bekannten Literaten, Politikern und Spionen, unter anderem zu Robert Bruce Lockhart, Maxim Gorki und H. G. Wells. Letzterer schrieb 1934 in Jäneda den dritten Band seiner Memoiren.
1921 wurde in Jäneda die erste estnische Landwirtschaftsschule eingerichtet, an der auch die späteren estnischen Staatsoberhäupter Tõnis Kint und Arnold Rüütel studiert haben.
Sehenswert ist vor allem das Museum von Jäneda, das umfangreiche Materialien zur Geschichte zusammengetragen hat. Im sogenannten Sternenturm ist als Planetarium und Konzertraum das Studio des estnischen Musikers und Komponisten Urmas Sisask untergebracht.